# Голвей (Вісконсин)
Голвей (англ. Holway) — місто (англ. town) в США, в окрузі Тейлор штату Вісконсин. Населення — 930 осіб (2020).

## Демографія
Згідно з переписом 2010 року, у місті мешкали 973 особи в 310 домогосподарствах у складі 227 родин. Було 339 помешкань
Расовий склад населення:
| - 99,3 % — білих - 0,3 % — азіатів - 0,1 % — вихідців з тихоокеанських островів |

До двох чи більше рас належало 0,3 %. Частка іспаномовних становила 0,3 % від усіх жителів.
За віковим діапазоном населення розподілялося таким чином: 36,3 % — особи молодші 18 років, 55,3 % — особи у віці 18—64 років, 8,4 % — особи у віці 65 років та старші. Медіана віку мешканця становила 32,6 року. На 100 осіб жіночої статі у місті припадало 101,9 чоловіків;  на 100 жінок у віці від 18 років та старших — 103,9 чоловіків також старших 18 років.
Середній дохід на одне домашнє господарство  становив 64 348 доларів США (медіана — 47 794), а середній дохід на одну сім'ю — 73 269 доларів (медіана — 48 214). Медіана доходів становила 36 406 доларів для чоловіків та 35 179 доларів для жінок. За межею бідності перебувало 20,4 % осіб, у тому числі 30,4 % дітей у віці до 18 років та 22,9 % осіб у віці 65 років та старших.
Цивільне працевлаштоване населення становило 387 осіб. Основні галузі зайнятості: виробництво — 31,5 %, сільське господарство, лісництво, риболовля — 20,4 %, освіта, охорона здоров'я та соціальна допомога — 11,4 %, роздрібна торгівля — 11,1 %.